# Loboplusia pokhara
Loboplusia pokhara är en fjärilsart som beskrevs av Claude Dufay 1973. Loboplusia pokhara ingår i släktet Loboplusia och familjen nattflyn. Inga underarter finns listade i Catalogue of Life.